# USS Milwaukee (LCS-5)
La USS Milwaukee è una nave Classe Freedom, costruite da Marinette Marine. È la quinta nave a prendere il nome dalla città di Milwaukee, la città più grande del Wisconsin.

## Costruzione
Nel 2002 la Marina degli Stati Uniti ha avviato un programma per sviluppare la prima di una flotta di navi da combattimento costiere. La Marina inizialmente ordinò due navi monoscafo dalla Lockheed Martin, che divenne nota come le navi da combattimento litoranee di classe Freedom dopo la consegna della prima nave della classe: la USS Freedom. Le navi da combattimento costiere della US Navy con numero dispari sono costruite utilizzando il design del monoscafo di classe Freedom, mentre le navi con numero pari si basano su un design concorrente, la nave da combattimento litoranea di classe Independence con scafo trimarano di General Dynamics. L'ordine iniziale delle navi da combattimento costiere prevedeva un totale di quattro navi, di cui due della classe Freedom. La USS Fort Worth è la seconda nave da combattimento litoranea di classe Freedom ad essere costruita.
La USS Milwaukee include ulteriori miglioramenti della stabilità rispetto al design Freedom originale; lo specchio di poppa è stato allungato per collocare serbatoi di galleggiamento che aumentano il servizio di peso e migliorano la stabilità. La nave sarà inoltre dotata di sensori automatizzati per consentire la "manutenzione basata sulle condizioni" e ridurre il lavoro dell'equipaggio riscontrato con l'impiego della USS Freedom durante il suo primo schieramento.
È stata impostata il 27 ottobre 2011 nel cantiere navale Marinette Marine, Marinette, Wisconsin; varata il 18 dicembre 2013 e ha avuto come madrina Sylvia M. Panetta, moglie del Segretario alla Difesa Leon E. Panetta; entrata in servizio il 21 novembre 2015.
Durante le vacanze del fine settimana del Labor Day 2015, è stato riferito che la USS Milwaukee ha generato onde alte più di cinque piedi durante le prove vicino a Chambers Island, nella contea di Door, che hanno danneggiato più di 40 barche. La nave era ancora sotto la custodia di Marinette Marine al momento dell'incidente e stava conducendo prove di collaudo prima della messa in servizio. Nel giugno 2016, la Guardia Costiera ha annunciato che la sua indagine era completa e che non sarebbe stata intrapresa alcuna azione esecutiva nei confronti di nessuna delle parti coinvolte.
La nave ha completato le sue prove di collaudo prima del 1 novembre 2015 ed è stata consegnata a Milwaukee, Wisconsin, il 21 novembre 2015. Sono stati migliorati i sistemi e i moduli di missione rispetto alla USS Freedom e alla USS Independence, le prime due LCS. La sua chiglia è stata impostata il 27 ottobre 2011. Il vicepresidente della Lockheed Joe North ha affermato che a partire da Milwaukee, il design della Lockheed LCS è "fatto, bloccato e stabile". Questo, è stato ottenuto dopo una trentina di modifiche rispetto alla USS Fort Worth, oltre un centinaio di modifiche dalla USS Freedom. Uno dei miglioramenti per la nave sono i motori idrogetto, appositamente progettati, che sostituiscono le versioni commerciali utilizzate sulle precedenti versioni di LCS.

## Impiego operativo

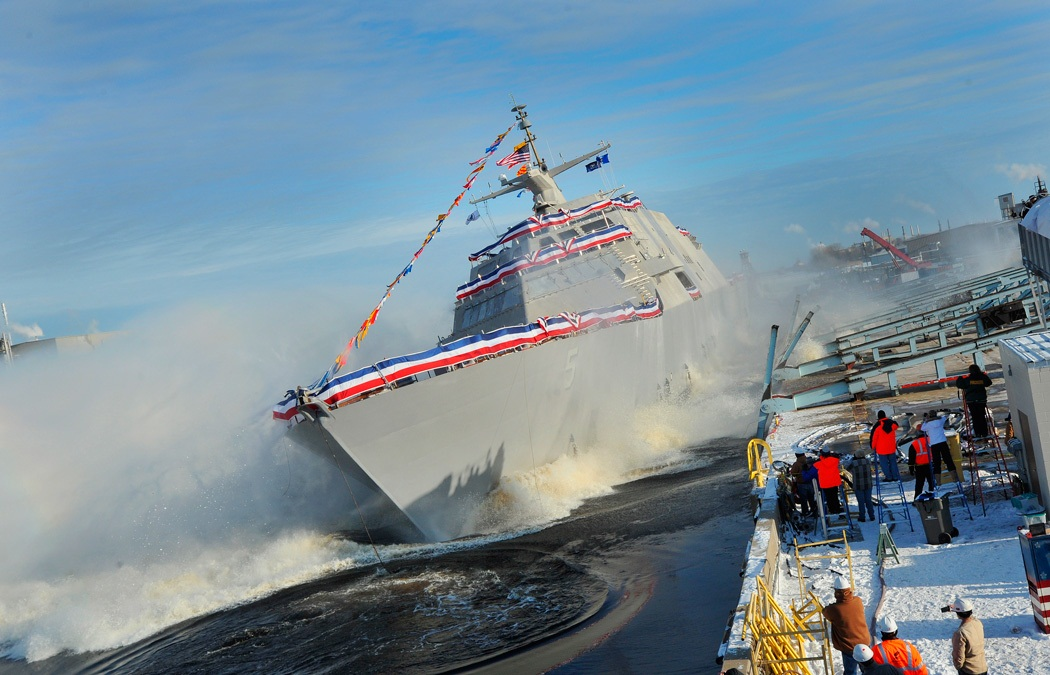
varo della USS Milwaukee nel 18 dicembre 2013

L'11 dicembre 2015, in rotta verso San Diego da Halifax, in Nuova Scozia, la nave ha subito una "completa perdita di propulsione" ed è stata rimorchiata alla base di Little Creek, in Virginia.
Il 23 febbraio 2016, la CNN ha riportato un aggiornamento sullo stato della nave. In quell'aggiornamento il tenente della Marina Rebecca Haggard ha affermato: "La USS Milwaukee "è progettata per funzionare con motori a turbina a gas e diesel, che possono funzionare in tandem o indipendentemente, nel caso della nave, quando si passa da un sistema all'altro, una frizione non si è disinserita come previsto. Invece, la frizione è rimasta in rotazione e alcuni ingranaggi sono stati danneggiati". Il tenente Haggard ha anche affermato che un'azione rapida da parte dell'equipaggio ha evitato problemi più seri e la frizione danneggiata è stata riparata in Virginia.
Il 30 dicembre 2016, la nave ha partecipato a una cerimonia di spostamento del porto di origine che si è svolta presso la Naval Station Mayport. La nave era precedentemente basata fuori dalla base navale di San Diego. È assegnata al Littoral Combat Ship Squadron Two.
Il 16 maggio 2018, la nave ha lanciato quattro missili Hellfire "Longbow" contro obiettivi Fast Inshore Attack Craft (FIAC), come parte di un programma sperimentale di sviluppo di piattaforme.
Nel 2021 la marina ha deciso di non smantellare la nave insieme a molte altre: la USS Freedom e USS Fort Worth. Verranno utilizzate per dei test per imbarcare siluri.
Tuttavia, a seguito della relativa cerimonia tenutasi in data 8 settembre 2023, la nave è stata dismessa.